# Powiat de Maków
 (septembre 2024).
Si vous disposez d'ouvrages ou d'articles de référence ou si vous connaissez des sites web de qualité traitant du thème abordé ici, merci de compléter l'article en donnant les références utiles à sa vérifiabilité et en les liant à la section « Notes et références ».
Le powiat de Maków (polonais : powiat makowski) est un powiat (district) de la voïvodie de Mazovie, dans le centre-est de la Pologne.
Elle est née le 1er janvier 1999, à la suite des réformes polonaises de gouvernement local passées en 1998.
Le siège administratif du powiat est la ville de Maków Mazowiecki, qui se trouve à 73 kilomètres au nord de Varsovie, capitale de la Pologne. Il y a une autre ville dans le powiat : Różan située à 20 kilomètres à l'est de Maków Mazowiecki.
Le district couvre une superficie de 1 064,56 kilomètres carrés. En 2006, sa population totale est de 46 474 habitants, avec une population pour la ville de Maków Mazowiecki de 9 880 habitants, pour la ville de Różan de 2 661 habitants et une population rurale de 33 933 habitants.

## Powiaty voisines
La Powiat de Maków est bordée des powiaty de : 
- Ostrołęka au nord-est
- Wyszków au sud-est
- Pułtusk au sud
- Ciechanów à l'ouest
- Przasnysz au nord-ouest

## Division administrative

Position des gminy dans la powiat

Le powiat est divisé en 10 gminy (communes) :
| Gmina                  | Type         | Superficie (km2) | Population (2006) | Siège            |
| Maków Mazowiecki       | urbain       | 10,3             | 9 880             |                  |
| Gmina Czerwonka        | rural        | 110,6            | 2 646             | Czerwonka        |
| Gmina Karniewo         | rural        | 129,4            | 5 448             | Karniewo         |
| Gmina Krasnosielc      | rural        | 167,0            | 6 544             | Krasnosielc      |
| Gmina Młynarze         | rural        | 75,0             | 1 747             | Młynarze         |
| Gmina Płoniawy-Bramura | rural        | 135,0            | 5 864             | Płoniawy-Bramura |
| Gmina Różan            | urbain-rural | 84,1             | 4 423             | Różan            |
| Gmina Rzewnie          | rural        | 111,7            | 2 699             | Rzewnie          |
| Gmina Szelków          | rural        | 112,9            | 3 695             | Szelków          |
| Gmina Sypniewo         | rural        | 128,6            | 3 528             | Sypniewo         |

## Démographie
Données du 30 juin 2005:
| description | Total  | Total | Femmes | Femmes | Hommes | Hommes |
| ----------- | ------ | ----- | ------ | ------ | ------ | ------ |
| Unité       | Nombre | %     | Nombre | %      | Nombre | %      |
| Population  | 46 658 | 100   | 23 371 | 50,09  | 23 287 | 49,91  |
| Urbain      | 12 644 | 27,10 | 6 603  | 14,15  | 6 041  | 12,95  |
| Rural       | 34 014 | 72,90 | 16 768 | 35,94  | 17 246 | 36,96  |

## Histoire
De 1975 à 1998, les différentes communes du powiat actuel appartenaient administrativement à la Voïvodie d'Ostrołęka et à la Voïvodie de Ciechanów.

La Powiat de Łosice est créée le 1er janvier 1999, à la suite des réformes polonaises de gouvernement local passées en 1998 et est rattachée à la voïvodie de Mazovie.